# Kazanie na dzień Wszech Świętych
Kazanie na dzień Wszech Świętych – kazanie w języku polskim zapisane w kodeksie z połowy XV wieku.
Kazanie umieszczone zostało w łacińskim kodeksie. Opatrzono je tytułem In Die Omnium Sanctorum. Anonimowy tekst jest być może kopią oryginału z ok. 1430. Tematem kazania jest fragment Ewangelii św. Mateusza (Mt 5,1-12, fragment Kazania na górze), który to tekst został umieszczony po polsku przed kazaniem łacińskim.
Wywód kazania opiera się na przeciwstawieniu błogosławieństw. Np. według jednych jest to bogactwo, według innych zabawa i uciechy zmysłowe, według jeszcze innych – mądrość. Jednak prawdziwym błogosławieństwem jest stan opisany przez Jezusa, który w tym kazaniu zostaje rozwinięty. Ubodzy w duchu to pokorni, cisi, stroniący od uciech świata, spragnieni sprawiedliwości, miłosierni, czystego serca, miłujący pokój, znoszący prześladowania. Stan błogosławieństwa przynosi największe szczęście wewnętrzne.